# ديني هيكي
ديني هيكي (بالإنجليزية: Denny Hickey)‏ هو سائق سيارة سباق ومهندس أمريكي، ولد في 14 مايو 1889، وتوفي في 10 أغسطس 1965.

## روابط خارجية
- ديني هيكي على موقع DriverDB.com (الإنجليزية)